# Калинино (платформа)
Кали́нино — остановочный пункт на двухпутном электрифицированном перегоне Высокая Гора — Бирюли Казанского отделения Горьковской железной дороги — филиала ОАО «РЖД». Был открыт в 2008 году. Расположен на территории Высокогорского района Республики Татарстан. Здание билетной кассы со стороны второго главного пути. Ближайший населённый пункт — деревня Калинино.